# فرودگاه راش پینا
فرودگاه راش پینا (به انگلیسی: Rosh Pina Airport) یک فرودگاه با کد یاتا RPN است که یک باند فرود آسفالت دارد و طول باند آن ۹۷۲ متر است. این فرودگاه در شهر راش‌پینا کشور اسرائیل قرار دارد .

## شرکت‌های هواپیمایی و مقصدهای پروازی
| شرکت‌های هواپیمایی      | مقصدهای پروازی |
| ---------------------- | -------------- |
| آییت اوییشن اند توریسم | سد دوم         |